# Christophe Jallet
Cristophe Jallet (Cognac, 31 ottobre 1983) è un ex calciatore francese, di ruolo difensore. Con la nazionale francese è stato vicecampione d'Europa nel 2016.

## Caratteristiche tecniche
Dotato di una buonissima velocità, è un terzino destro, che può all'occorrenza giocare grazie alla sua rapidità, anche come esterno di centrocampo.

## Carriera

### Club

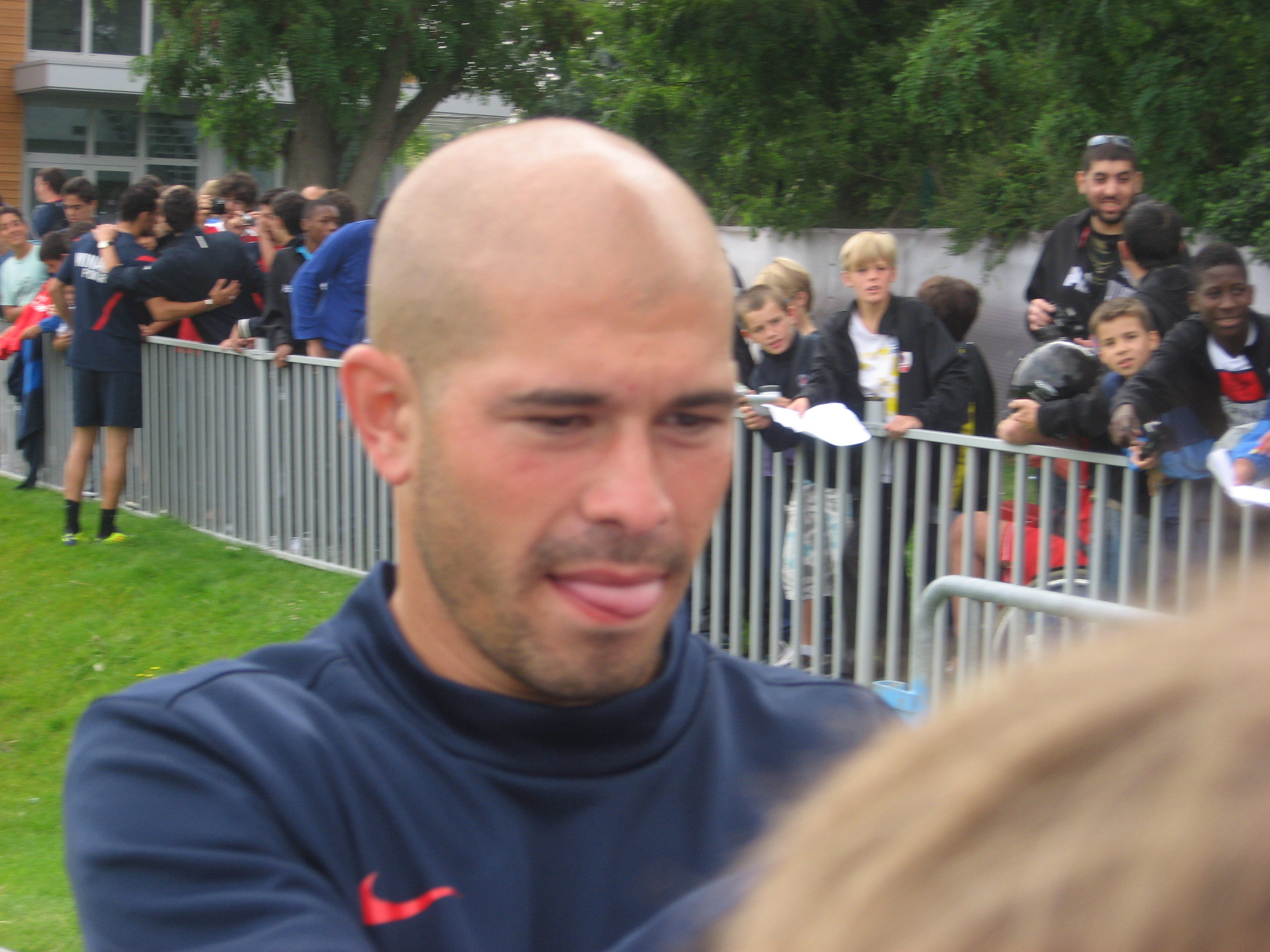
Jallet mentre firma degli autografi ai tempi del Paris Saint-Germain nell'estate 2011.

#### Niort FC
Inizia la carriera con il Niort giocando in Ligue 2 dal 2003 al 2006.

#### Lorient
Dal 2006 al 2009, ha giocato per il Lorient, raccogliendo in tre stagioni 101 presenze segnando 3 reti.

#### Paris Saint-Germain
Il 6 luglio 2009 si trasferisce al Paris Saint-Germain dove colleziona globalmente in tutte le competizioni, 198 partite e 9 reti in 5 anni con i parigini.

#### Lione
Il 23 luglio 2014, sottoscrive un contratto triennale con il Lione disputando 92 partite e segnando 4 reti, in tre anni.

#### Nizza e Amiens
Il 18 luglio 2017 firma con il Nizza dove gioca per due stagioni, rimasto svincolato nel luglio 2019 trova un contratto con l'Amiens.

### Nazionale
Debutta ufficialmente a quasi 29 anni, con la Francia il 15 agosto 2012 in un'amichevole contro Uruguay, subentrando al 28º di gioco a Mathieu Debuchy.
Viene convocato per gli Europei 2016 in Francia.

## Statistiche

### Presenze e reti nei club
Statistiche aggiornate al 29 febbraio 2020.
| Stagione                   | Squadra                    | Campionato                 | Campionato | Campionato | Coppe nazionali | Coppe nazionali | Coppe nazionali | Coppe continentali | Coppe continentali | Coppe continentali | Altre coppe | Altre coppe | Altre coppe | Totale | Totale |
| Stagione                   | Squadra                    | Comp                       | Pres       | Reti       | Comp            | Pres            | Reti            | Comp               | Pres               | Reti               | Comp        | Pres        | Reti        | Pres   | Reti   |
| -------------------------- | -------------------------- | -------------------------- | ---------- | ---------- | --------------- | --------------- | --------------- | ------------------ | ------------------ | ------------------ | ----------- | ----------- | ----------- | ------ | ------ |
| 2003-2004                  | Niort                      | L2                         | 28         | 3          | CF+CdL          | 0+1             | 0               | -                  | -                  | -                  | -           | -           | -           | 29     | 3      |
| 2004-2005                  | Niort                      | L2                         | 37         | 4          | CF+CdL          | 0+1             | 0               | -                  | -                  | -                  | -           | -           | -           | 38     | 4      |
| 2005-2006                  | Niort                      | CN                         | 33         | 5          | CF+CdL          | 0+1             | 0               | -                  | -                  | -                  | -           | -           | -           | 34     | 5      |
| Totale Niort               | Totale Niort               | Totale Niort               | 98         | 12         |                 | 3               | 0               |                    | -                  | -                  |             | -           | -           | 101    | 12     |
| 2006-2007                  | Lorient                    | L1                         | 36         | 1          | CF+CdL          | 0+1             | 0               | -                  | -                  | -                  | -           | -           | -           | 37     | 1      |
| 2007-2008                  | Lorient                    | L1                         | 37         | 1          | CF+CdL          | 0+1             | 0               | -                  | -                  | -                  | -           | -           | -           | 38     | 1      |
| 2008-2009                  | Lorient                    | L1                         | 24         | 1          | CF+CL           | 1+1             | 0               | -                  | -                  | -                  | -           | -           | -           | 26     | 1      |
| Totale Lorient             | Totale Lorient             | Totale Lorient             | 97         | 3          |                 | 4               | 0               |                    | -                  | -                  |             | -           | -           | 101    | 3      |
| 2009-2010                  | Paris Saint-Germain        | L1                         | 35         | 3          | CF+CdL          | 6+2             | 0               | -                  | -                  | -                  | -           | -           | -           | 43     | 3      |
| 2010-2011                  | Paris Saint-Germain        | L1                         | 35         | 1          | CF+CdL          | 4+3             | 0+1             | UEL                | 9                  | 1                  | SF          | 1           | 0           | 52     | 3      |
| 2011-2012                  | Paris Saint-Germain        | L1                         | 33         | 3          | CF+CdL          | 4+1             | 0               | UEL                | 6                  | 0                  | -           | -           | -           | 44     | 3      |
| 2012-2013                  | Paris Saint-Germain        | L1                         | 27         | 0          | CF+CdL          | 3+2             | 0               | UCL                | 9                  | 0                  | -           | -           | -           | 41     | 0      |
| 2013-2014                  | Paris Saint-Germain        | L1                         | 13         | 0          | CF+CdL          | 0+1             | 0               | UCL                | 3                  | 0                  | SF          | 1           | 0           | 18     | 0      |
| Totale Paris Saint-Germain | Totale Paris Saint-Germain | Totale Paris Saint-Germain | 143        | 7          |                 | 26              | 1               |                    | 27                 | 1                  |             | 2           | 0           | 198    | 9      |
| 2014-2015                  | O. Lione                   | L1                         | 32         | 1          | CF+CdL          | 2+0             | 0               | UEL                | 4                  | 0                  | -           | -           | -           | 38     | 1      |
| 2015-2016                  | O. Lione                   | L1                         | 23         | 1          | CF+CdL          | 2+2             | 0               | UCL                | 4                  | 1                  | SF          | 1           | 0           | 32     | 2      |
| 2016-2017                  | O. Lione                   | L1                         | 13         | 1          | CF+CdL          | 0+1             | 0               | UCL+UEL            | 0+7                | 0                  | SF          | 1           | 0           | 22     | 1      |
| Totale O. Lione            | Totale O. Lione            | Totale O. Lione            | 68         | 3          |                 | 7               | 0               |                    | 15                 | 1                  |             | 2           | 0           | 92     | 4      |
| 2017-2018                  | Nizza                      | L1                         | 15         | 0          | CF+CdL          | 0+0             | 0               | UCL+UEL            | 2+5                | 0                  | -           | -           | -           | 22     | 0      |
| 2018-2019                  | Nizza                      | L1                         | 14         | 1          | CF+CdL          | 1+2             | 0               | -                  | -                  | -                  | -           | -           | -           | 17     | 1      |
| Totale Nizza               | Totale Nizza               | Totale Nizza               | 29         | 1          |                 | 3               | 0               |                    | 7                  | 0                  |             | 0           | 0           | 39     | 1      |
| 2018-2019                  | Nizza B                    | CFA                        | 1          | 0          | CF+CdL          | -               | -               | -                  | -                  | -                  | -           | -           | -           | 1      | 0      |
| 2019-2020                  | Amiens                     | L1                         | 12         | 1          | CF+CdL          | 0+1             | 0+0             | -                  | -                  | -                  | -           | -           | -           | 13     | 1      |
| Totale carriera            | Totale carriera            | Totale carriera            | 448        | 27         |                 | 44              | 1               |                    | 49                 | 2                  |             | 4           | 0           | 545    | 30     |

### Cronologia presenze e reti in nazionale
| Cronologia completa delle presenze e delle reti in nazionale ― Francia | Cronologia completa delle presenze e delle reti in nazionale ― Francia | Cronologia completa delle presenze e delle reti in nazionale ― Francia | Cronologia completa delle presenze e delle reti in nazionale ― Francia | Cronologia completa delle presenze e delle reti in nazionale ― Francia | Cronologia completa delle presenze e delle reti in nazionale ― Francia | Cronologia completa delle presenze e delle reti in nazionale ― Francia | Cronologia completa delle presenze e delle reti in nazionale ― Francia |
| Data                                                                   | Città                                                                  | In casa                                                                | Risultato                                                              | Ospiti                                                                 | Competizione                                                           | Reti                                                                   | Note                                                                   |
| ---------------------------------------------------------------------- | ---------------------------------------------------------------------- | ---------------------------------------------------------------------- | ---------------------------------------------------------------------- | ---------------------------------------------------------------------- | ---------------------------------------------------------------------- | ---------------------------------------------------------------------- | ---------------------------------------------------------------------- |
| 15-8-2012                                                              | Le Havre                                                               | Francia                                                                | 0 – 0                                                                  | Uruguay                                                                | Amichevole                                                             | -                                                                      | 28’                                                                    |
| 11-9-2012                                                              | Saint-Denis                                                            | Francia                                                                | 3 – 1                                                                  | Bielorussia                                                            | Qual. Mondiali 2014                                                    | 1                                                                      |                                                                        |
| 12-10-2012                                                             | Saint-Denis                                                            | Francia                                                                | 0 – 1                                                                  | Giappone                                                               | Amichevole                                                             | -                                                                      | 46’                                                                    |
| 22-3-2013                                                              | Saint-Denis                                                            | Francia                                                                | 3 – 1                                                                  | Georgia                                                                | Qual. Mondiali 2014                                                    | -                                                                      |                                                                        |
| 26-3-2013                                                              | Saint-Denis                                                            | Francia                                                                | 0 – 1                                                                  | Spagna                                                                 | Qual. Mondiali 2014                                                    | -                                                                      | 90+2’                                                                  |
| 14-10-2014                                                             | Erevan                                                                 | Armenia                                                                | 0 – 3                                                                  | Francia                                                                | Amichevole                                                             | -                                                                      | 79’                                                                    |
| 14-11-2014                                                             | Rennes                                                                 | Francia                                                                | 1 – 1                                                                  | Albania                                                                | Amichevole                                                             | -                                                                      |                                                                        |
| 29-3-2015                                                              | Saint-Étienne                                                          | Francia                                                                | 2 – 0                                                                  | Danimarca                                                              | Amichevole                                                             | -                                                                      | 89’                                                                    |
| 13-6-2015                                                              | Elbasan                                                                | Albania                                                                | 1 – 0                                                                  | Francia                                                                | Amichevole                                                             | -                                                                      | 72’                                                                    |
| 11-10-2015                                                             | Copenaghen                                                             | Danimarca                                                              | 1 – 2                                                                  | Francia                                                                | Amichevole                                                             | -                                                                      |                                                                        |
| 25-3-2016                                                              | Amsterdam                                                              | Paesi Bassi                                                            | 2 – 3                                                                  | Francia                                                                | Amichevole                                                             | -                                                                      |                                                                        |
| 25-3-2017                                                              | Lussemburgo                                                            | Lussemburgo                                                            | 1 – 3                                                                  | Francia                                                                | Qual. Mondiali 2018                                                    | -                                                                      | 62’                                                                    |
| 28-3-2017                                                              | Saint-Denis                                                            | Francia                                                                | 0 – 2                                                                  | Spagna                                                                 | Amichevole                                                             | -                                                                      | 55’                                                                    |
| 13-6-2017                                                              | Saint-Denis                                                            | Francia                                                                | 3 – 2                                                                  | Inghilterra                                                            | Amichevole                                                             | -                                                                      | 89’                                                                    |
| 10-11-2017                                                             | Saint-Denis                                                            | Francia                                                                | 2 – 0                                                                  | Galles                                                                 | Amichevole                                                             | -                                                                      | 46’                                                                    |
| 14-11-2017                                                             | Colonia                                                                | Germania                                                               | 2 – 2                                                                  | Francia                                                                | Amichevole                                                             | -                                                                      | 64’                                                                    |
| Totale                                                                 |                                                                        | Presenze                                                               | 16                                                                     |                                                                        | Reti                                                                   | 1                                                                      |                                                                        |

## Palmarès

### Club
- Coppa di Francia: 1

Paris Saint-Germain: 2009-2010
- Campionato francese: 2

Paris Saint-Germain: 2012-2013, 2013-2014
- Supercoppa francese: 1

Paris Saint-Germain: 2013
- Coppa di Lega francese: 1

Paris Saint-Germain: 2013-2014

### Individuale
- Trophées UNFP du football: 1

Squadra ideale della Ligue 1: 2013